# Tour des Ancres
La tour des Ancres (en polonais : Baszta Kotwiczników) est un bastion des fortifications de la ville de Gdańsk construite en 1361. Elle est située sur Ankerschmiedegasse (rue Kotwiczników) non loin des rives de la rivière Motlawa.

## Histoire
Après l'agrandissement de la zone entourée par les murs de la ville, la tour a perdu sa fonction militaire et a été transformée en prison pour les criminels particulièrement dangereux par Paulus van der Horne en 1570-1575.
Pendant la Seconde Guerre mondiale, la tour a été presque entièrement détruite, puis a été reconstruite de 1968 à 1969 et est devenue en 1975 le siège de l'autorité de préservation des monuments de la voïvodie de Gdańsk.

## Liens
- Maria Bogucka : Das alten Danzig, Koehler et Amelang, Leipzig 1987,  (ISBN 3-7338-0033-8) .